# Knollbach
Knollbach ist ein weilerartiger Ortsteil von Breitungen/Werra im Landkreis Schmalkalden-Meiningen in Thüringen.

## Lage
Knollbach liegt westlich von Breitungen und der Werra in einer plateauartigen Auenanhöhe nach Craimar. Über eine Straße zum Weiler ist der Ort an das Verkehrsgeschehen angeschlossen. Westlich an den Hängen und auf den Anhöhen steht Wald.

## Geschichte
Am 10. Mai 1183 wurde die Besiedlung von Knollbach erstmals urkundlich bestätigt.
Zu Breitungen gehörten einige angesiedelten Einzelhöfe, die sich dann weiter entwickelten. Dazu gehört auch Knollbach. 1938 wurde Knollbach nach Breitungen eingemeindet.